# Jefferson Market Library
De Jefferson Market Library, of Jefferson Market Branch, New York Public Library is sinds 1967 een afdeling van de New York Public Library. Het bouwwerk ligt op het kruispunt van Sixth Avenue, Greenwich Avenue en West 10th Street. 
Het Victoriaans gotisch gebouw werd gebouwd tussen 1874 en 1877 naar plannen van de Britse architect Frederick Clarke Withers van het Amerikaanse architectenbureau Vaux and Withers. Het was gebouwd als gerechtsgebouw van het Third Judicial District van New York, en droeg dus ook een kleine eeuw de naam Third Judicial District Courthouse, of naar de locatie van het pleintje waar het op gebouwd werd, Jefferson Market Courthouse. Het werd tot 1945 gebruikt als gerechtsgebouw, vrij intensief gebruikt gezien het Third Juridical District de zone rond Madison Square bediende, met de in de eerste helft van de 20e eeuw beroemde en beruchte uitgaansbuurt The Tenderloin, inclusief prostitutiezones. Het was ook het eerste gerechtshof in de Verenigde Staten waar night courts werden ingericht, rechtzittingen de klok rond voor een snelle berechting van misdaden 's nachts.
Het bouwwerk werd op 22 december 1977 een National Historic Landmark, in 1972 opgenomen in het National Register of Historic Places en in 1969 een New York City Landmark.
In 1958 was er sprake van afbraak. De publieke verontwaardiging over het mogelijke verlies van dit unieke gebouw, waar sommigen zelfs referentie naar Slot Neuschwanstein in meenden te herkennen, was dermate groot dat de stad in 1961 toezegde met een hergebruik als vestigingsplaats voor de New York Public Library, na een restauratie en aanpassing naar plannen van architect Giorgio Cavaglieri. In 1967 werd het filiaal geopend.